# مینا اوبا
مینا اوبا (انگلیسی: Mina Ōba؛ زادهٔ ۳ آوریل ۱۹۹۲) آیدل ژاپنی، و بازیگر اهل ژاپن است.